# Liste d'éruptions volcaniques au XXe siècle
Cette liste recense les volcans étant entrés en éruption au XXe siècle.

## Liste

### Amérique

#### Amérique du Nord
- Le Novarupta sur la péninsule d'Alaska.
- Le mont Saint Helens au nord de la chaîne des Cascades dans l’État de Washington aux É.-U..
- Le Mont Hood en Oregon aux É.-U..
- Le pic Lassen en Californie aux É.-U..

#### Amérique centrale
- El Chichón au Mexique.
- Le Paricutín dans l'État du Michoacán au Mexique.
- Le Popocatepetl dans l'État de Puebla au Mexique.
- Le Pacaya au Guatemala.
- L'Acatenango au Guatemala.
- Le Santa Ana au Salvador.
- l'Arenal au Costa Rica.
- Le Poás au Costa Rica.
- L'Irazú au Costa Rica.
- Le Turrialba au Costa Rica.

#### Antilles
- La Soufrière de Montserrat
- La Soufrière de Guadeloupe.
- La montagne Pelée en Martinique.
- Le Qualibou à Sainte-Lucie.
- La Soufrière de Saint-Vincent.
- Kick-'em-Jenny, un volcan sous-marin à Grenade.

#### Amérique du Sud
- Le Chaitén au Chili.
- Le Reventador en Équateur.
- Le Nevado Ojos del Salado au Chili.
- le Tupungato au Chili.
- Le Nevado del Ruiz en Colombie.
- Le Guagua Pichincha à Quito en Équateur.
- Le Cotopaxi en Équateur.
- Le Sangay en Équateur.
- Le Tungurahua dans la province du même nom en Équateur.
- Le Llullaillaco en Argentine.
- Le Láscar au Chili[1].

### Océan Atlantique
- Le Krafla en Islande.
- Les Kverkfjöll en Islande.
- Les Grímsvötn en Islande.
- Le Katla en Islande.
- L'Hekla en Islande.
- La Brennisteinsalda en Islande.
- L'Eldfell sur l'île de Heimaey dans les îles Vestmann.
- Surtsey dans les îles Vestmann au sud de l'Islande.
- Faial dans les Açores.
- Le Capelinhos sur Faial dans les Açores.
- Tristan da Cunha
- La caldeira de Taburiente sur La Palma dans les îles Canaries.

### Europe
- Le Vésuve en Italie.
- Le Stromboli, une des Îles Éoliennes au nord de la Sicile.
- Le Vulcano, l'île Éolienne la plus proche de la Sicile.
- L'Etna en Sicile.
- L'Empédocle et sa partie émergée le Ferdinandea à 30 km au sud de la Sicile.

### Asie
- Le Klioutchevskoï en Russie.
- Le mont Unzen sur l'île de Kyūshū au Japon.

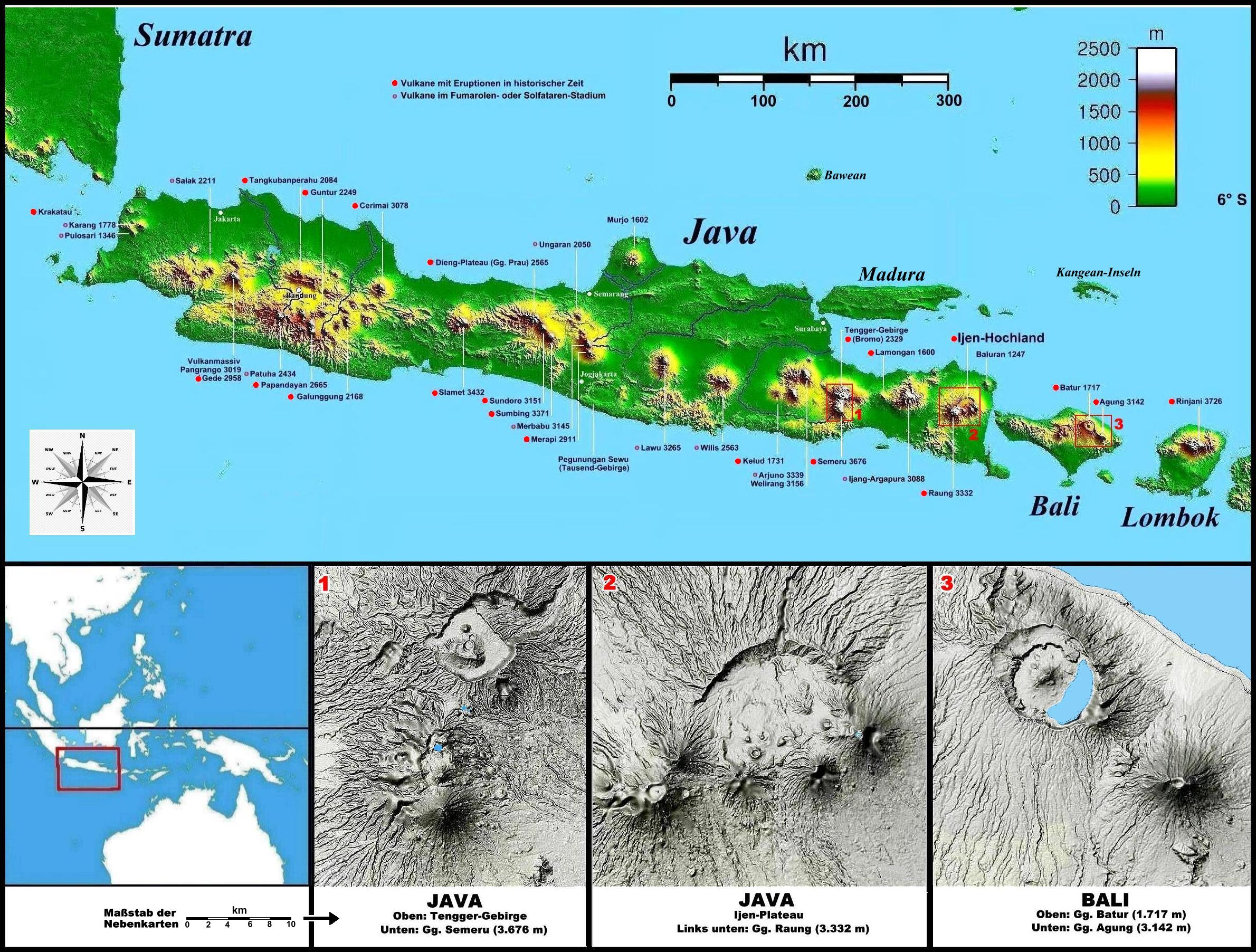
Localisation des volcans Krakatoa, Bromo et Agung en Indonésie

- L'Agung sur l'île de Bali en Indonésie.
- Le Bromo sur Java en Indonésie.
- Le Krakatoa dans le détroit de la Sonde en Indonésie entre les îles de Sumatra et de Java.
- Le mont Talang sur l'île de Sumatra en Indonésie.
- Le Marapi sur l'île de Sumatra en Indonésie.
- Le Merapi sur l'île de Java en Indonésie.
- Le Pinatubo sur l'île de Luçon dans les Philippines.
- Le Mayon sur l'île de Luçon dans les Philippines.

### Afrique
- Le Nyiragongo dans l'est de la République démocratique du Congo.
- Le Mont Cameroun au Cameroun.
- Le Fako au Cameroun.
- Le Karthala sur l'île de la Grande Comore dans l'archipel des Comores.
- L'Ardoukôba à Djibouti
- Le Piton de la Fournaise à La Réunion.
- L'Erta Ale en Éthiopie

### Océanie
- Big Ben sur l'île Heard, un territoire de l'Australie.
- Le mont Ruapehu sur l'Île du Nord en Nouvelle-Zélande.
- Le mont Tongariro en Nouvelle-Zélande.
- Le mont Ngauruhoe en Nouvelle-Zélande.
- Le Yasur au Vanuatu.
- Ambrym au niveau des cratères de Marum et de Benbow au Vanuatu.
- Le Lopevi au Vanuatu.
- Le Rabaul en Papouasie-Nouvelle-Guinée.

### Océan Pacifique
- Le Kīlauea à Hawaï.
- Le Kamaʻehuakanaloa, un volcan sous-marin à Hawaï.
- Le Mauna Loa à Hawaï.
- Le Tofua aux Tonga.

### Antarctique
- Mont Berlin
- Mont Melbourne
- Mont Erebus

### Système solaire
- Io, satellite de Jupiter